# Zdzisław Orłowski
Zdzisław Orłowski (ur. 10 października 1892 w Zaworach k. Śremu, zm. 7 czerwca 1982 w Poznaniu) – podpułkownik Wojska Polskiego, uczestnik powstania wielkopolskiego i III powstania śląskiego oraz II wojny światowej, kawaler Orderu Virtuti Militari.

## Życiorys
Urodził się w majątku Zawory k. Śremu, w rodzinie właściciela ziemskiego i powstańca styczniowego Leonarda i Walerii z domu Karge. Wcielony do armii niemieckiej walczył w I wojnie światowej, od 1917 r. randze podporucznika w jednostkach artylerii. 
Przed zakończeniem działań wojennych już 1 listopada 1918 r. wrócił do Wielkopolski, gdzie na prośbę kuzyna Włodzimierza Raczyńskiego podjął w Stajkowie działania konspiracyjne nad przygotowaniem powstanie przeciw Niemcom. 7 stycznia 1919 r. został mianowany przez głównodowodzącego powstaniem wielkopolskim mjr. Stanisława Taczaka dowódcą IV Okręgu Wojskowego, który obejmował powiaty czarnkowski, chodzieski, szamotulski i obornicki i kilka innych. Orłowski zorganizował kompanie powstańcze w Czarnkowie i Lubaszu. Na czele podległych mu oddziałów bronił skutecznie odcinka czarnkowskiego.

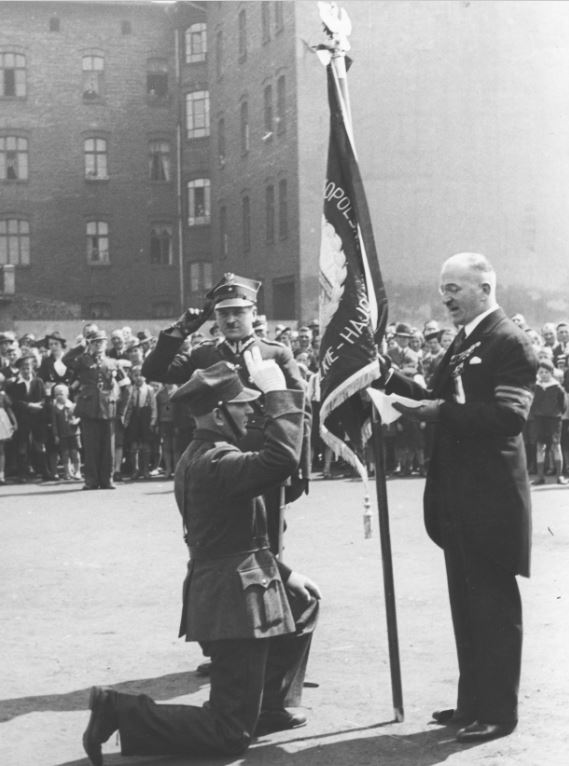
Prezes ZG Związku Powstańców Wielkopolskich Zdzisław Orłowski wręcza sztandar chorążemu Kucie (Chorzów-Batory, 30 kwietnia 1939).

Jeszcze w trakcie walk w Wielkopolsce przeniósł się do swojej „broni właściwej” (jak napisał we wspomnieniach), czyli artylerii. Uczestniczył w wojnie polsko-bolszewickiej, dowodząc najpierw baterią a potem dywizjonem 14 pułku artylerii polowej. Za niezwykłe męstwo, zniszczenie bolszewickich karabinów maszynowych ogniem na wprost, został odznaczony Orderem Wojennym Virtuti Militari V klasy. Na froncie awansowano go do stopnia kapitana. Brał udział w III powstaniu śląskim, pełniąc służbę w Dowództwie Obrony Plebiscytu jako szef IV oddziału. 8 stycznia 1924 został zatwierdzony w stopniu kapitana ze starszeństwem z dniem 1 czerwca 1919 i 548. lokatą w korpusie oficerów rezerwy artylerii. Posiadał przydział w rezerwie do 25 pułku artylerii polowej w Kaliszu, a następnie 8 pułku artylerii ciężkiej w Toruniu. Na stopień majora został mianowany ze starszeństwem z dniem 19 marca 1939 i 5. lokatą w korpusie oficerów rezerwy artylerii. W tym samym roku został prezesem Zarządu Głównego Związku Powstańców Wielkopolskich.
W sierpniu 1939 został zmobilizowany do Dowództwa Okręgu Korpusu Nr VII w Poznaniu na stanowisko szefa biura cenzury wojskowej. 17 września przekroczył granicę polsko-węgierską. W Polskich Siłach Zbrojnych służył m.in. jako dowódca kompanii zaopatrzenia.
Po zakończeniu działań wojennych został zdemobilizowany i w 1947 wrócił do kraju. W 1957 został awansowany na stopień podpułkownika. Zmarł w 1982, pochowany został w rodzinnym grobowcu Włodzimierza Raczyńskiego w Lubaszu. 
W 1930 r. ożenił się z Wandą Łodzia-Michalską. Ślub cywilny miał miejsce w Poznaniu, a kościelny odbył się na Jasnej Górze.

## Ordery i odznaczenia
- Krzyż Srebrny Orderu Wojskowego Virtuti Militari nr 1711 (19 lutego 1922)[5]
- Krzyż Kawalerski Orderu Odrodzenia Polski
- Krzyż Walecznych (trzykrotnie: po raz drugi w 1921)[6]
- Złoty Krzyż Zasługi (22 grudnia 1928)[7]
- Śląski Krzyż Powstańczy
- Wielkopolski Krzyż Powstańczy

## Upamiętnienie
Czarnków i Lubasz przyznały mu honorowe obywatelstwo, od 2003 był także patronem Gimnazjum w Lubaszu.